# 1994 CV16
1994 CV16 är en asteroid i huvudbältet som upptäcktes den 8 februari 1994 av den belgiske astronomen Eric W. Elst vid La Silla-observatoriet.
Asteroiden har en diameter på ungefär 5 kilometer och den tillhör asteroidgruppen Koronis.